# 슬리타즈
슬리타즈 GNU/리눅스(SliTaz GNU/Linux)는 구형 하드웨어 및 라이브 CD/라이브 USB 이용에 적합한, 커뮤니티 기반의 가벼운 리눅스 배포판이다.

## 기능
슬리타즈는 오픈박스 창 관리자를 이용한다.
추가 패키지들은 타즈패널(TazPanel)이라는 프로그램을 이용하여 추가할 수 있다. 이렇게 하는 이유는 슬리타즈가 이용하는 특정 패키지 포맷(tazpkg) 때문이다. 데비안과 같은 더 유명한 배포판의 패키지를 이용할 수도 있다.
기본적으로, 슬리타즈는 지속성은 없지만 사용자가 원할 경우 추가는 가능하다. 슬리타즈에 쓰이는 파일시스템/부트로더의 선택은 중요하지만, ext2와 ext3 파일 시스템, syslinux, extlinux 부트 로더에만 지속성을 지원한다.

## 시스템 요구 사항
슬리타즈 GNU/리눅스는 i486이나 x86 인텔 호환 프로세서를 기반한 모든 컴퓨터에서 지원된다. 라이브 CD에는 네 종류의 슬리타즈가 있으며, 코어 시스템에서 텍스트 모드와 X 윈도 시스템을 위해 48 메가바아이트가 필요하여 총 192 MB의 램이 필요하다.
슬리타즈는 16 MB의 램과 약간의 스왑 메모리가 있는 상태에서도 실행할 수 있다. 슬리타즈는 라이브 CD, 라이브 USB, 플로피 디스크, LAN(PXE)),을 통해서도 부팅하거나 설치할 수 있으며, 설치 시에는 약 100 MB의 하드 디스크 공간이 필요하다.

## 버전 역사
| 버전 | 출시일          | 안정선        |
| ---- | --------------- | ------------- |
| 1.0  | 2008년 3월 23일 | 안정판        |
| 2.0  | 2009년 4월 16일 | 안정판        |
| 3.0  | 2010년 3월 28일 | 안정판        |
| 4.0  | 2012년 4월 10일 | 현재의 안정판 |